# Русько-печенізькі війни
Русько-печенізькі війни — низка військових конфліктів між руськими князями та тюркськими племенами печенігів які відбувались протягом IX—XI століть і завершились розгромом печенігів у 1036 році. Як правило печеніги дотримувались тактики раптових набігів на Київ чи інші значні руські міста з метою захоплення здобичі (невільників, скоту, майна). В цей ж час печеніги також використовувались руськими князями і як найманці у боротьбі з сусідами та в міжусобицях

## Передісторія
У VIII—IX століттях печеніги мешкали на північний схід від Каспійського моря, у межиріччі Волги та Яїка (Уралу) та ворогували з Хозарським каганатом. Правителі останнього для протидії печенігам уклали союз з огузами (торками). Наприкінці IX ст. печеніги зазнали поразки від більш численних огузів і кипчаків та були ними витіснені на Захід. У Північному Причорномор'ї печеніги наткнулись на осівших в Ателькузі угрів, яких розгромили та витіснили в Паннонію, зайнявши при цьому широку смугу степу від Дону до Дунаю. У середині Х ст. печеніги стали одним із найзначніших суб'єктів геополітики в регіоні. За свідченням візантійського імператора Костянтина VII Багрянородного, головним чинником безпеки Візантії на її Північних рубежах були саме дружні стосунки з «пачинакітами», які тримали під постійною загрозою землі візантійських ворогів — болгар, угрів та русів.

## Війни

### За перших руських князів
Перша згадка про конфлікт між Руссю та печенігами міститься у Никонівському літописі під 867 роком. Згідно з ним київські князі Аскольд і Дір у цьому році, після невдалого походу на Візантію завдали поразки печенігам.
У 915 році, за князювання Ігора Рюриковича літописи розповідають про те, що «приидоша первое печенеги на Рускую землю». Проте до воєнних дій не дійшло — печеніги уклали мир з Ігорем та пішли на Дунай. Однак вже у 920 році Ігор здійснив похід на печенігів, результати якого невідомі.
У другому поході Ігоря на Візантію у 943—944 роках, за повідомленнями літописів брали участь печеніги, які були союзниками князя. А після укладання з ромеями мирного договору у 944 році він відправив кочовиків воювати з болгарами, які на той час були союзниками Візантії.

### Святослав Ігорович
Київський князь Святослав Ігорович вільно проходив через територію печенігів, здійснюючи походи на хозар та булгар. Однак у подальших стосунках із Руссю печеніги виступали як її вороги. У 968 році під час війни Святослава з Візантією вони обложили Київ, змусивши князя перервати експедицію, а 972 влаштували засідку на дніпрових порогах, в той час, як Святослав повертався з невдалої війни у Болгарії, де його й було вбито.

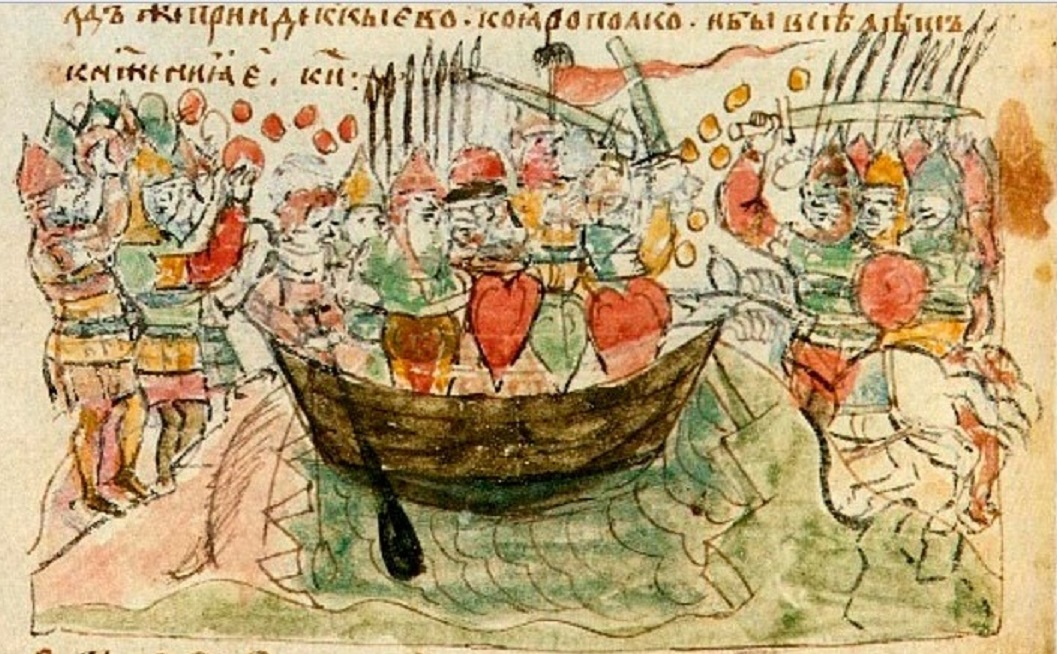
Загибель Святослава біля Дніпровських порогів. Мініатюра Радзивілівського літопису.

### Володимир Великий
У 980 році печеніги вперше брали участь у князівських міжусобицях на Русі на боці князя Ярополка Святославича, проти якого виступив його брат Володимир.
На кінець Х століття припадає пік військової активності печенігів. Для боротьби з кочовиками Володимир Великий розпочав будівництво земляних укріплень під Києвом, відомих як «Змієві вали». Перший напад на Руську землю за князювання Володимира печеніги здійснили у 988 р на південні кордони[джерело?]. Вдруге печеніги напали в 992—993 р. коли перейшли річку Сулу і вступили в битву з дружиною Великого князя Київського Володимира Святославича, але були вщент розбиті. На честь цієї події за літописною легендою було закладено Переяслав. У 994 р. здійснили невдалий похід на Білгород, а у 996-997 р. на Васильків, де розгромили війська Володимира, який не встиг зібрати достатньо сил та виступив проти них з «малою дружиною».
Надалі за словами літописця «шла беспрерывная великая война» між русинами та печенігами. У 997 році Володимир вирушив у Новгород, щоб зібрати сили для протидії печенігам. Скориставшись цим кочовики обложили Білгород, але змушені були відступити. У 1000 році під час походу Володимира на Болгарію печеніги вкотре обложили Київ, проте їх розбив воєвода Дума про Олексія Поповича під час нічної вилазки. Наступного року Олексій Попович та Ян Усмошвець здійснили успішний похід у степ проти печенігів, та навіть взяли в полон хана Родмана. Останній значний похід печенігів за князювання Володимира Великого відбувся у 1004 році коли вони вкотре взяли в облогу Білгород, та відступили при наближенні київської дружини.